# أوليفيي بونيس
أوليفيي بونيس (بالفرنسية: Olivier Bonnes)‏ (7 فبراير 1990 بنيامي في النيجر - ) هو لاعب كرة قدم نيجري في مركز الوسط. شارك مع منتخب النيجر لكرة القدم. أما مع النوادي، فقد لعب مع نادي بروكسل ونادي فيريا ونادي لوكوموتيف بلوفديف ونادي ليل ونادي نانت وFC Montana ‏.

## وصلات خارجية
- أوليفيي بونيس على موقع الاتحاد الدولي (مؤرشف)  (الإنجليزية)
- أوليفيي بونيس على موقع دوري كوريا الجنوبية (الإنجليزية)
- أوليفيي بونيس على موقع رابطة كرة القدم الفرنسية للمحترفين (الإنجليزية)
- أوليفيي بونيس على موقع قاعدة بيانات كرة القدم.إي يو (الإنجليزية)
- أوليفيي بونيس على موقع بيانات كرة القدم. دي إي (الألمانية)
- أوليفيي بونيس على موقع ناشيونال فوتبول تيمز (الإنجليزية)
- أوليفيي بونيس على موقع Soccerway.com (الإنجليزية)
- أوليفيي بونيس على موقع عالم كرة القدم.نت (الإنجليزية)